# Nicolas-Antoine Taunay
Nicolas-Antoine Taunay, 1º Barão de Taunay (Paris, 10 de fevereiro de 1755 — Paris, 20 de março de 1830), foi um professor e pintor francês que fez parte da Missão Artística Francesa, reconhecida por sua contribuição ao movimento que trouxe a arte neoclássica e o sistema de ensino acadêmico para terras brasileiras.
O desenvolvimento de sua formação e carreira profissional se deu durante a crise do Antigo Regime, período de hegemonia dos ideais iluministas e da ascensão do neoclassicismo. Teve mestres ilustres e se aperfeiçoou na Academia Francesa de Roma, sendo depois membro da Academia Real de Pintura e Escultura de Paris e de seu sucessor, o Instituto de França, onde presidiu a classe de Belas Artes. Taunay foi apreciado em vida principalmente como um pintor de paisagens de pequenas dimensões, e neste campo em particular repousa sua importância para a história da pintura brasileira, mas foi também um dos artistas favoritos de Napoleão Bonaparte, realizando várias composições do tipo histórico celebrando o estadista e seu governo, além de ter deixado pinturas de cenas populares, miniaturas, decorações e retratos. Participou de vários Salões de Paris e recebeu diversas premiações, mas sua obra não foi uma unanimidade entre a crítica de seu tempo, permanecendo fiel aos preceitos clássicos acadêmicos e resistindo às mudanças no gosto. Esquecido por muito tempo, recentemente sua contribuição vem sendo resgatada.

## Biografia

### Primeiros anos
Membro de uma antiga família francesa estabelecida na Normandia, seus antepassados já tinham envolvimento com a arte. Seu avô Salomon havia sido ourives e trabalhara nas fábricas de porcelana de Chantilly e Vincennes, onde fizera pesquisas sobre novos pigmentos, descobrindo um certo tom de vermelho que se tornou muito apreciado. Seu pai, Pierre-Antoine Henry, também foi ourives e químico e por longos anos atuou na famosa fábrica de porcelana de Sèvres, e por seus bons serviços recebeu o prestigiado título de pensionista do rei. A família também tinha uma tradição de apreço pela música, literatura e teatro.

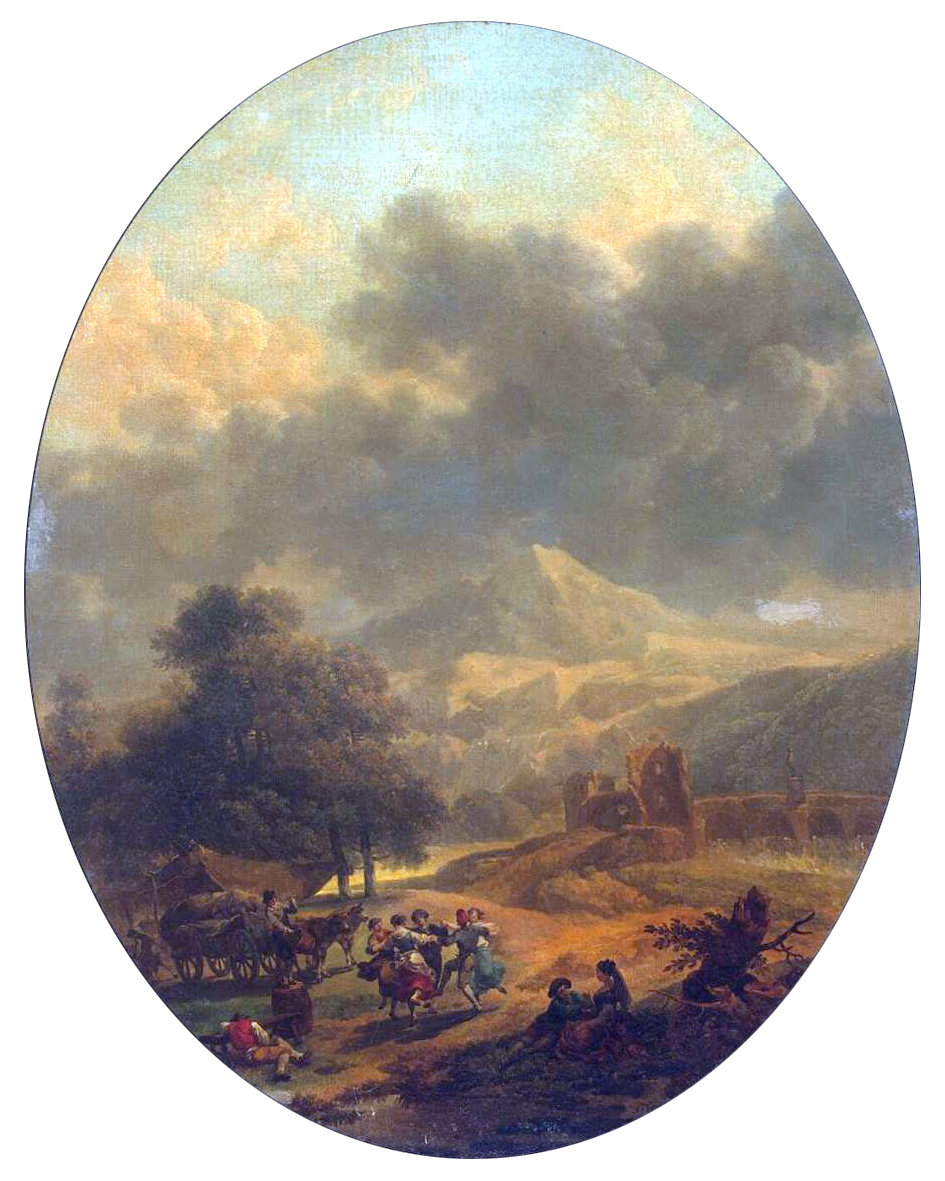
Paisagem com dança camponesa, 1776

Taunay iniciou estudos de pintura em 1768 com François Bernard Lépicié, pintor de cenas do cotidiano e paisagens, e depois estudou desenho com Nicolas Guy Brenet, professor famoso que o introduziu na temática histórica e no gosto por uma abordagem nobre e equilibrada das cenas, deixando uma forte marca no jovem artista, e através dele entrou em contato com os artistas Jean-Louis Demarne, Louis-René Boquet e Frédéric Schall, que seriam seus amigos por muitos anos. Depois passou para a classe de Francisco Casanova, pintor de batalhas, aprimorando sua técnica de composição de grupos movimentados. Com a partida do professor para o estrangeiro, passou a se dedicar ao estudo de paisagem, realizando viagens pelos arredores de Paris, pela Sabóia e Suíça, quando aprofundou seu amor pela natureza. Nesta época iniciava a formação de sua clientela, sendo apreciado por suas miniaturas decorativas e suas pinturas pequenas povoadas de personagens minúsculos, além de colaborar com outros pintores.
Em 1777 apresentou suas peças em público pela primeira vez no Salão da Mocidade, sendo reconhecido pela crítica como um talento promissor e comparado ao pintor holandês Nicolaes Berchem, estimado na França pelas suas paisagens classicistas. Dois anos depois compareceu novamente ao salão, e outra vez colheu elogios. Em 1782 participou do Salon de la Correspondance, quando já tinha conquistado certa notoriedade. Tornara-se amigo íntimo de Jean-Honoré Fragonard, consagrado pintor rococó e membro da Academia Real de Pintura e Escultura, e de Hubert Robert, outro mestre consagrado, que lhe encomendara vários trabalhos, inclusive um retrato de toda a família. Também tinha entre seus principais clientes a família do banqueiro Gabriel Godefroy. Em 1784 foi aceito na Academia após apresentar a pintura Zerbin vaincu par Mandricare.
Nesta época Fragonard o apresentou ao poderoso conde Charles-Claude de la Billaderie, ministro das Belas Artes e superintendente dos edifícios reais, que induziu o diretor da Academia Francesa em Roma a convidar Taunay para ocupar a vaga deixada pelo pensionista Jean-Hugues Taraval, sem passar pelo concurso regulamentar, uma deferência extraordinária.

### Roma

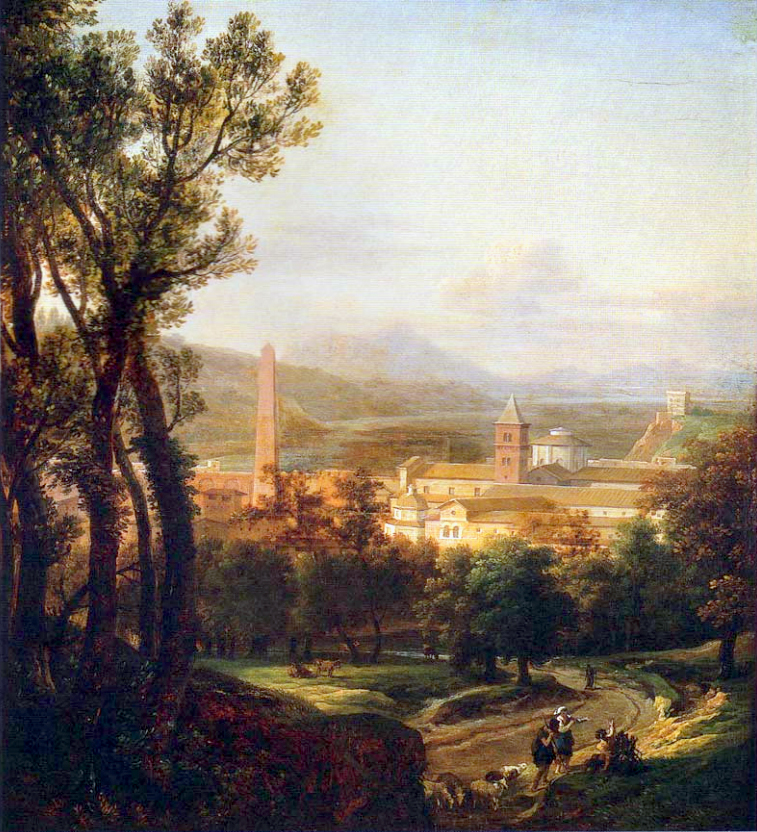
Vista da Piazza del Popolo em Roma.

Taunay chegou a Roma em 25 de novembro de 1784. Depois de Paris, Roma era o principal centro cultural da Europa na época, e atraía uma legião de artistas, literatos, eruditos e viajantes, interessados principalmente nas ruínas da Roma Antiga e no vasto acervo de arte clássica e renascentista preservado nas galerias públicas e coleções privadas da cidade. A esta altura a corrente neoclássica já estava em plena afirmação e as pinturas, esculturas e edifícios dos antigos mestres se tornavam uma fonte inesgotável de inspiração. O ambiente da Academia Francesa em Roma era dinamizado por um fértil e contínuo debate estético, e ali Taunay conheceu Pierre-Henri de Valenciennes e Joseph Vernet, pintores que exerceriam influência em seu trabalho especialmente na concepção da paisagem como uma reconstituição da Arcádia clássica.
O contato com o cenário italiano também deixou fortes marcas, transformando o seu uso da cor e da luz e estimulando a introdução em seus quadros de elementos arquitetônicos inspirados nas ruínas antigas. Fez excursões à Sicília, Nápoles, Florença, Bolonha, Pisa e Siena, e ainda durante sua temporada italiana enviou pela primeira vez uma obra para o Salão de Paris, instância máxima de consagração, consolidando sua reputação como paisagista de pequenos formatos.

### Retorno a Paris

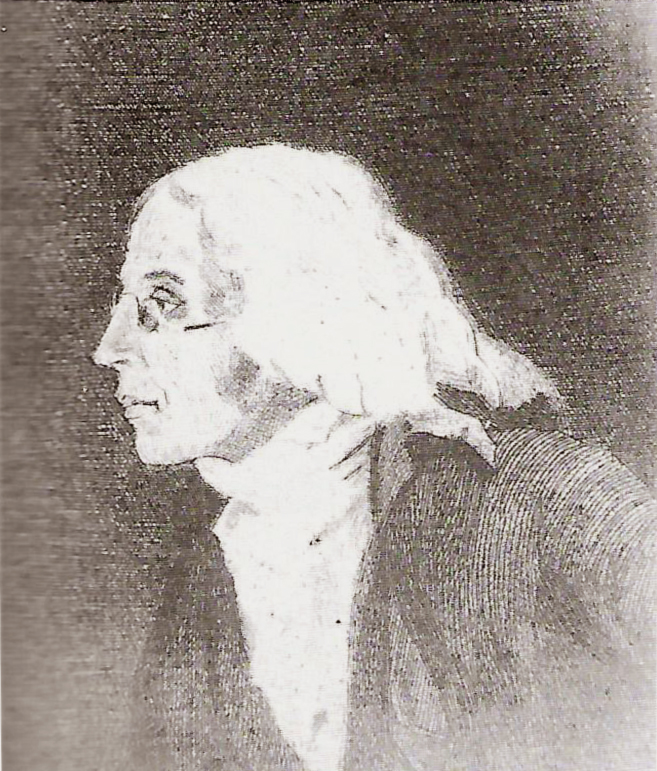
Retrato de Nicolas-Antoine Taunay, desenho de Louis-Léopold Boilly, 1798.

Antes de 12 de janeiro de 1788 estava novamente em Paris, e em 14 de janeiro casava-se com Marie-Josephine Rondel, que além de trazer o valioso dote de 200 mil libras era membro de uma família muito bem relacionada com a corte. O casamento produziria cinco filhos: Félix, ilustre pintor e diretor da Academia Imperial do Brasil; Hippolyte, literato e professor; Adrien, pintor; Charles, militar, e Théodore, cônsul da França no Rio de Janeiro.
Sua carreira parecia assegurada, mas o clima político se tornara turbulento, e em 1789 explodia a Revolução Francesa. Nos inícios da revolução Taunay continuou participando do Salão de Paris, sendo sempre elogiado como paisagista, mas também apresentou obras de tema histórico, que era a categoria mais prestigiada. Nesta época Jacques-Louis David se tornara o líder inconteste da arte francesa com uma pintura austera, vigorosa e inovadora, que fez um sucesso arrasador apelando para os valores cívicos inspirado nos ideais republicanos da Roma Antiga, tornando-se o paradigma da arte neoclássica e o "pintor da revolução" por excelência. Além disso, intimamente associado com os líderes revolucionários e sendo membro do Comitê de Segurança Geral, David tinha imenso poder político e perseguia ativamente desafetos. Os revolucionários passaram a criticar a Academia como um representante do Antigo Regime, no período do Terror as críticas se tornaram violentas, e a situação de Taunay se tornava perigosa, sendo visto como um protegido do conde Billaderie e, pior, divergindo da orientação estética imposta por David. Taunay ainda participou do salão de 1793 com dez telas, mas depois considerou mais prudente retirar-se de cena, mudando-se com a família para Montmorency.

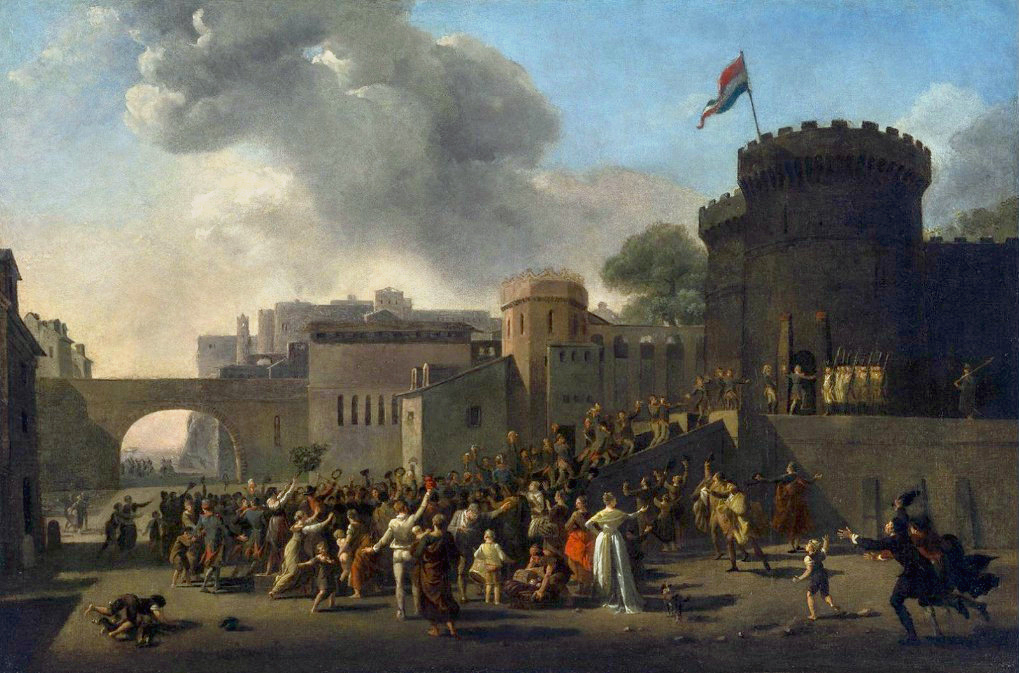
Estudo para O caráter corajoso e patriótico dos muitos soldados franceses presos em Besançon

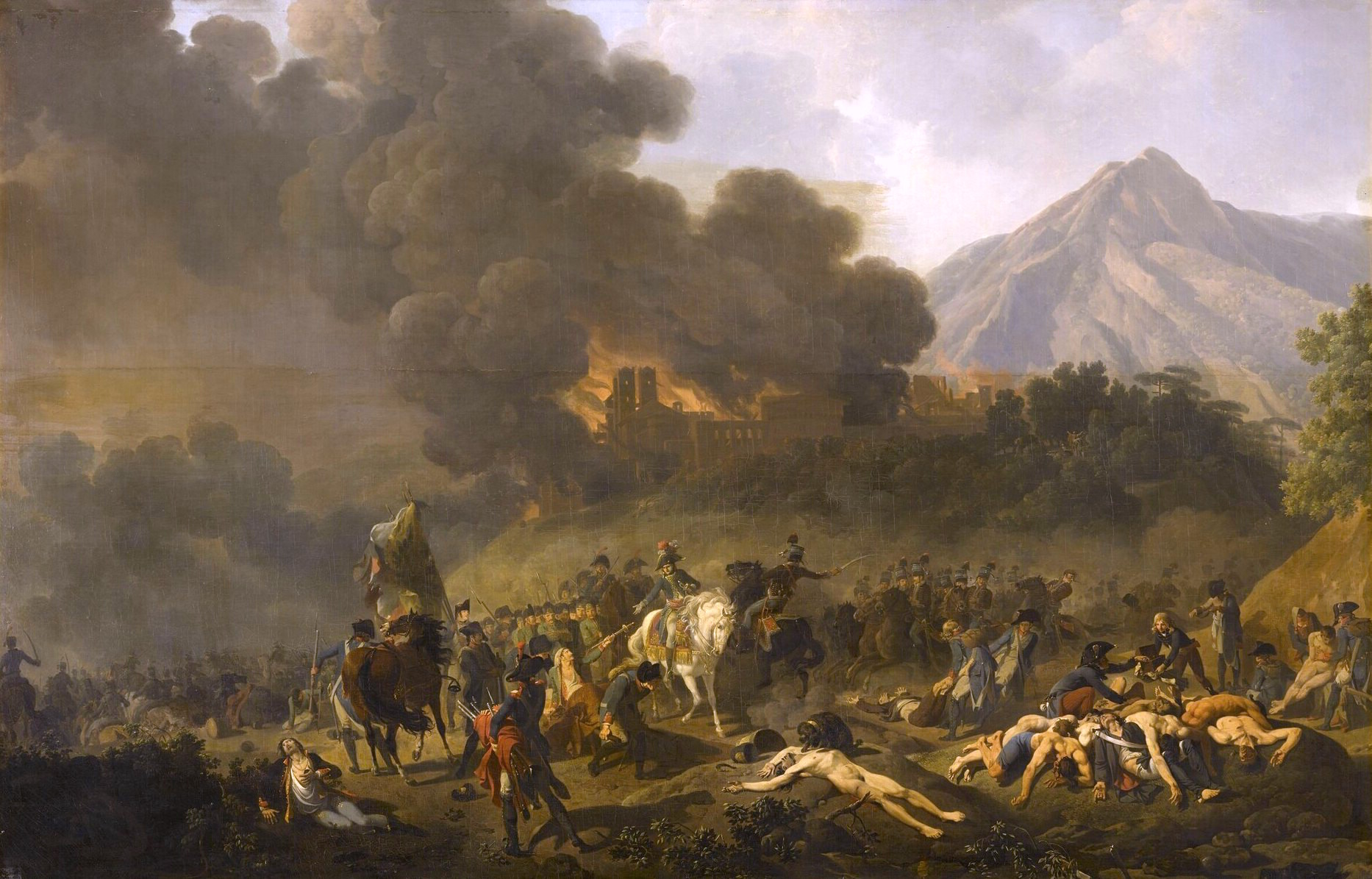
O general Bonaparte recebendo prisioneiros no campo de batalha

Com o fim do Terror, seu nome foi lembrado para integrar a direção da nova versão revolucionária da Academia, o Instituto de França. David também faria parte da direção, e suas relações com Taunay não eram boas, mas recusar a nomeação teria significado posicionar-se contra a revolução, obrigando Taunay a retornar a Paris em 1796. Participou do salão daquele ano, quando conquistou um prêmio de segunda classe. No ano seguinte recebeu o primeiro prêmio na categoria de pintura de gênero, e em 1798 recebeu o segundo prêmio em pintura histórica com a tela O caráter corajoso e patriótico dos muitos soldados franceses presos em Besançon, além de ter a tela O exterior de um hospital militar provisório na Itália sido adquirida pelo Estado. Rendia-se o artista às imposições do contexto político daquele período tumultuado, mas mantinha uma posição dúbia de republicano moderado.
Com o golpe de 1799 que colocou Napoleão Bonaparte no poder, a situação se tornou mais favorável a Taunay, que mantinha relações próximas com Josefina de Beauharnais, primeira esposa de Napoleão. O casal era fortemente interessado pelas artes, e Napoleão em particular as entendia como um instrumento indispensável para consolidar simbolicamente seu poder por meio de representações grandiloquentes, tornando-se o maior mecenas da França. Taunay participou desse processo realizando grandes pinturas para o estadista, como O general Bonaparte recebendo prisioneiros no campo de batalha, Passagem dos Alpes, O general Junot no combate de Nazareth, e Ataque ao forte de Bard, que receberam premiações oficiais mas geraram polêmica entre a crítica de arte, além de participar de comissões oficiais e receber encomendas para decoração de serviços de porcelana de Sèvres com motivos patrióticos.

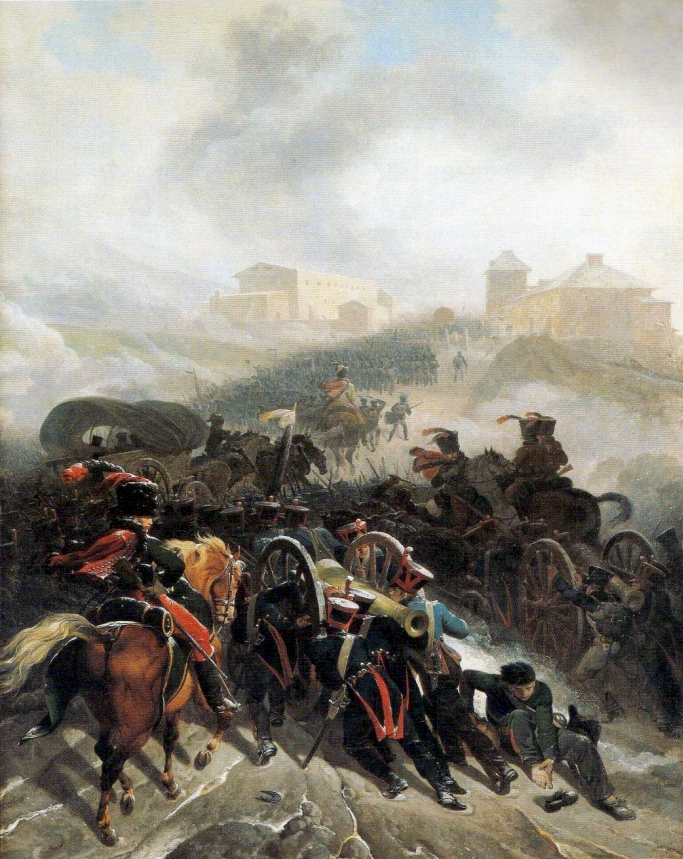
Passagem de Guadarrama, 1812

Nesta época, estreitou contato com Joachim Lebreton, secretário do Instituto de França, mas procurou não se envolver na disputa dele com David, que após as reviravoltas políticas conseguira se manter na linha de frente da arte francesa. Em 1806 Napoleão solicitou a realização de uma série de obras comemorando a campanha na Alemanha, e a Taunay coube a criação da Entrada de Napoleão em Munique. Embora muito prestigiado no círculo mais próximo a Napoleão, recebendo encomendas pessoais dele e de Josefina e expondo nos salões, suas telas históricas recebiam cada vez mais críticas dos especialistas, que o consideravam um traidor da sua real vocação como paisagista de pequenas telas. Contudo, em 1812 apresentou no salão Passagem de Guadarrama e Ataque ao castelo de Cossaria, quando seu valor como pintor histórico nos grandes formatos foi finalmente reconhecido. Já tinha uma clientela fixa, vendia toda a sua produção, e acumulava alguma riqueza. Em 1813 foi eleito vice-presidente da classe de Belas Artes do Instituto, e no ano seguinte, presidente.
Após a queda definitiva de Napoleão Bonaparte em 1815, levando à restauração Bourbon no trono da França, Taunay se achava novamente em situação delicada. Sua íntima vinculação ao regime bonapartista, odiado pela dinastia restaurada, se tornava um grande empecilho para manter uma boa posição nos círculos oficiais. Além disto, suas economias haviam sido quase arruinadas em uma série de investimentos financeiros fracassados, e a França também estava em dificuldades após as contínuas guerras. Impulsionado pelos acontecimentos, Taunay decidiu solicitar afastamento do Instituto e aceitar o convite de Lebreton para viajar ao Brasil junto com um grupo de artistas franceses, pretendendo manter-se lá por um período de seis anos, conforme declarou em seu pedido de afastamento.  

### Mudança para o Brasil

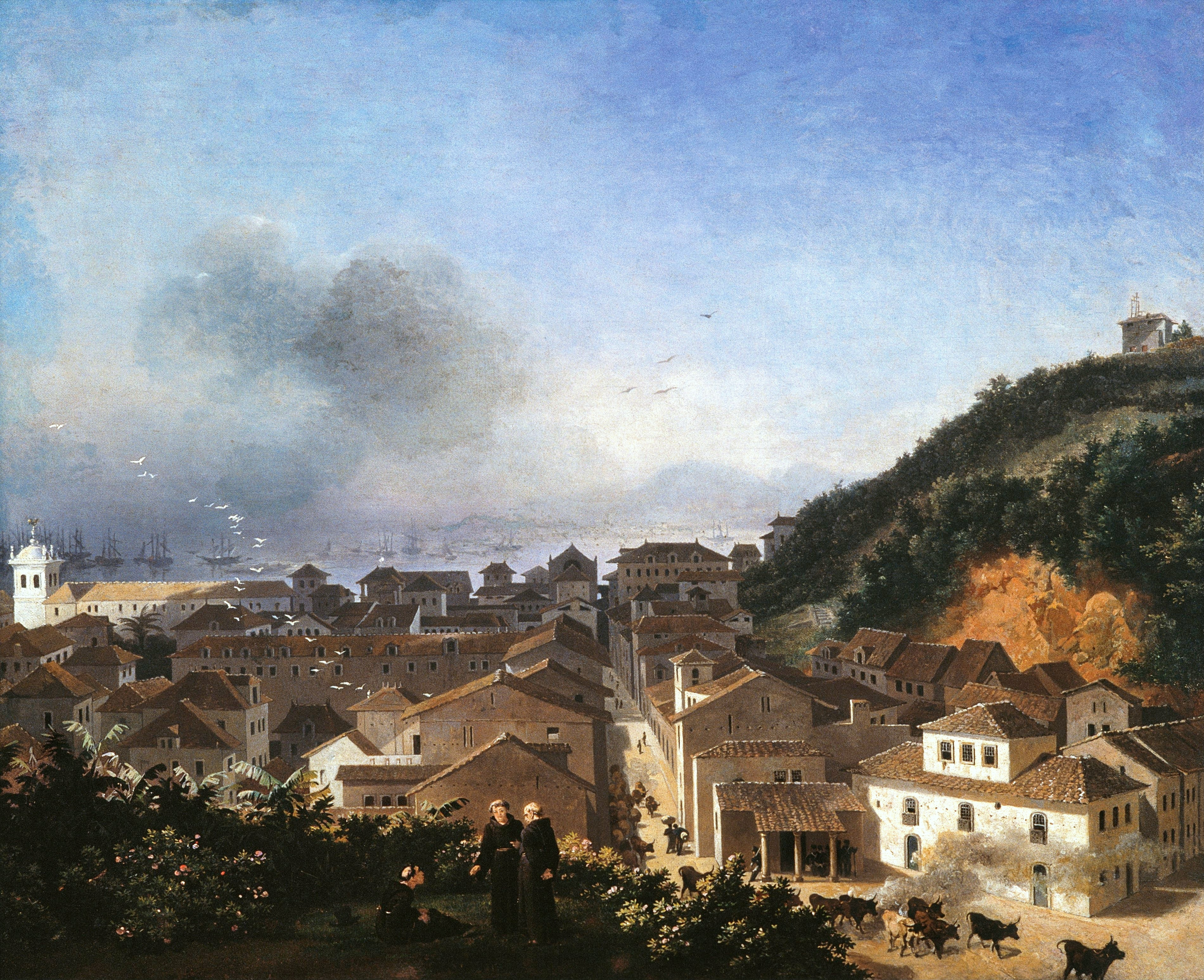
Largo da Carioca, 1816

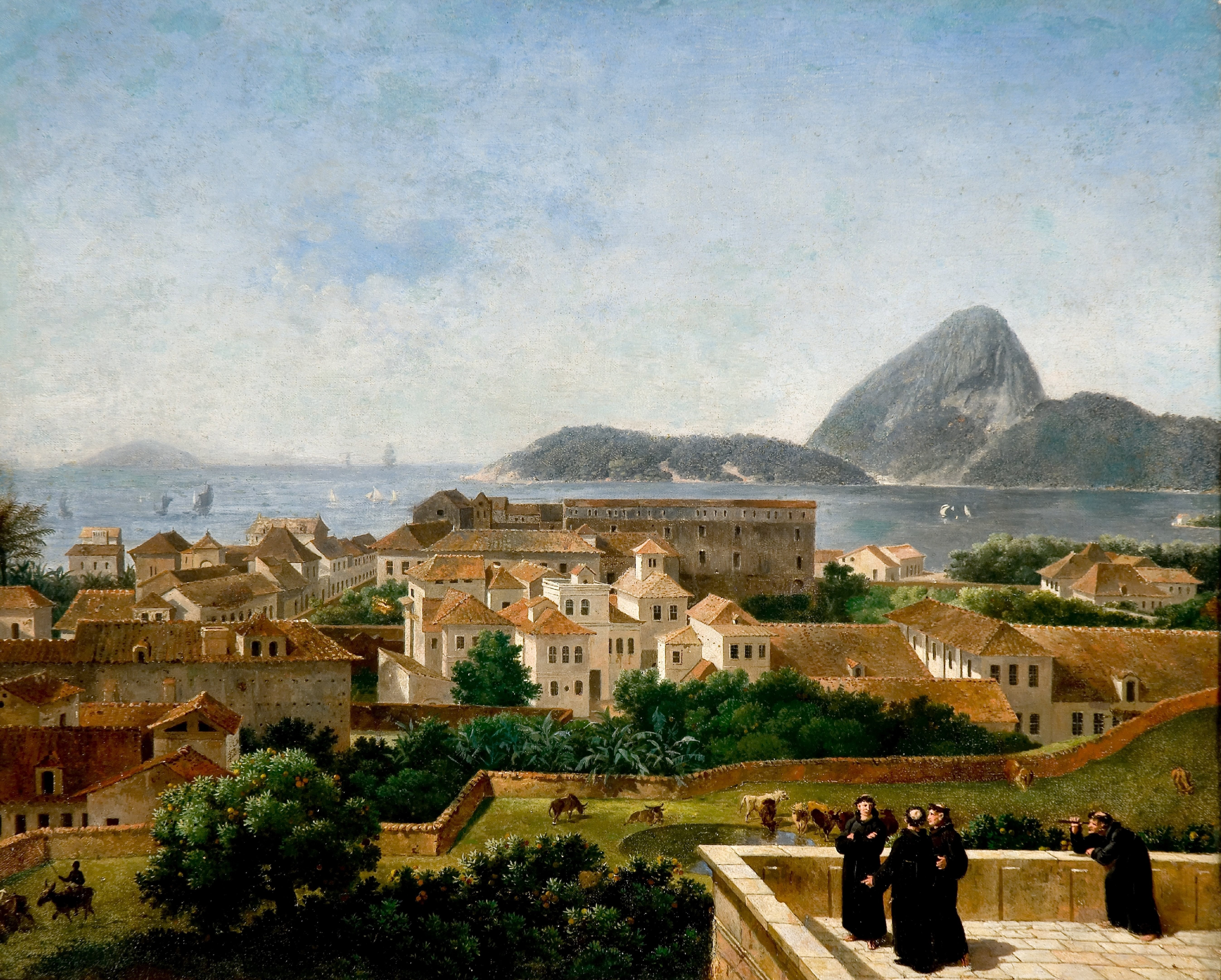
Morro de Santo Antônio, Rio

As circunstâncias de sua adesão ao grupo de Lebreton, que se tornaria conhecido como a Missão Artística Francesa, são obscuras, e é possível que Taunay tivesse se comunicado com D. João VI de Portugal antes da formação da Missão. Com relação a este aspecto, o pesquisador Donato Mello Junior encontrou no arquivo do Museu Imperial documentos assinados pelo punho do próprio Taunay, embora sem data. Nesta carta o pintor francês oferecia os seus serviços ao então Príncipe Regente e à princesa Carlota Joaquina, propondo-se a atuar como preceptor dos seus filhos e/ou conservador da sua coleção de arte. Também a origem da Missão, que chegou ao Brasil em 26 de março de 1816, tem sido envolta em lendas e versões não comprovadas. A partir de pesquisas mais recentes, veio à luz documentação mostrando que os próprios franceses, através de Lebreton, seu líder, se ofereceram para o serviço da Coroa portuguesa, e o próprio D. João confirmou esta versão no decreto de fundação da Escola Real de Ciências, Artes e Ofícios em 12 de agosto de 1816, quando ficou explicitado que a iniciativa partira dos artistas, e no mesmo ato os contratava como pensionários por um período de seis anos. A Lebreton caberia uma pensão anual de 1:600$000 réis, e aos outros uma pensão que variava de 800$000 (caso de Taunay) a 192$000 réis.
A Escola Real teria como objetivo oferecer preparo especializado em artes e técnicas úteis para "a instrução nacional, das belas artes, aplicadas à indústria, melhoramentos e progresso das outras artes e ofícios mecânicos", integrando-se ao projeto civilizador de D. João e suas medidas no sentido de dotar a antiga colônia de uma estrutura administrativa e cultural compatível com a condição de sede de um reino. Porém, ainda não havia sido definido um local para as aulas, a construção da planejada sede própria não avançou, e o príncipe tinha problemas muito mais prementes a resolver. Somente em 12 de outubro de 1820 foi promulgado um novo decreto, oficializando a criação da Real Academia de Desenho, Pintura, Escultura e Arquitetura Civil, mudando o objetivo inicial de uma escola de ofícios e transformando a instituição em uma academia de arte. A medida não agradou a todos os franceses, e alguns consideraram o projeto ambicioso demais para um país tão atrasado como o Brasil.
Desta maneira, em 23 de novembro de 1820 um novo decreto alterou a estrutura da escola, voltando a incluir o ofícios mecânicos, mas determinava que iniciassem imediatamente as aulas de pintura, desenho, escultura e gravura, nomeando Taunay como titular da classe de pintura de paisagem. No entanto, os estatutos da escola contradiziam o decreto e excluíam as aulas que seriam ministradas pelos franceses. Para contornar a situação o ministro Tomás Antônio de Vilanova Portugal aconselhou os franceses a criarem uma nova proposta, que também não foi implementada. Para agravar a situação, dissidências internas na Missão e a oposição de personalidades influentes contra aquele "reduto de bonapartistas" dificultavam a vida dos artistas, e D. João voltou a Portugal em 24 de abril de 1821, deixando o grupo desamparado.

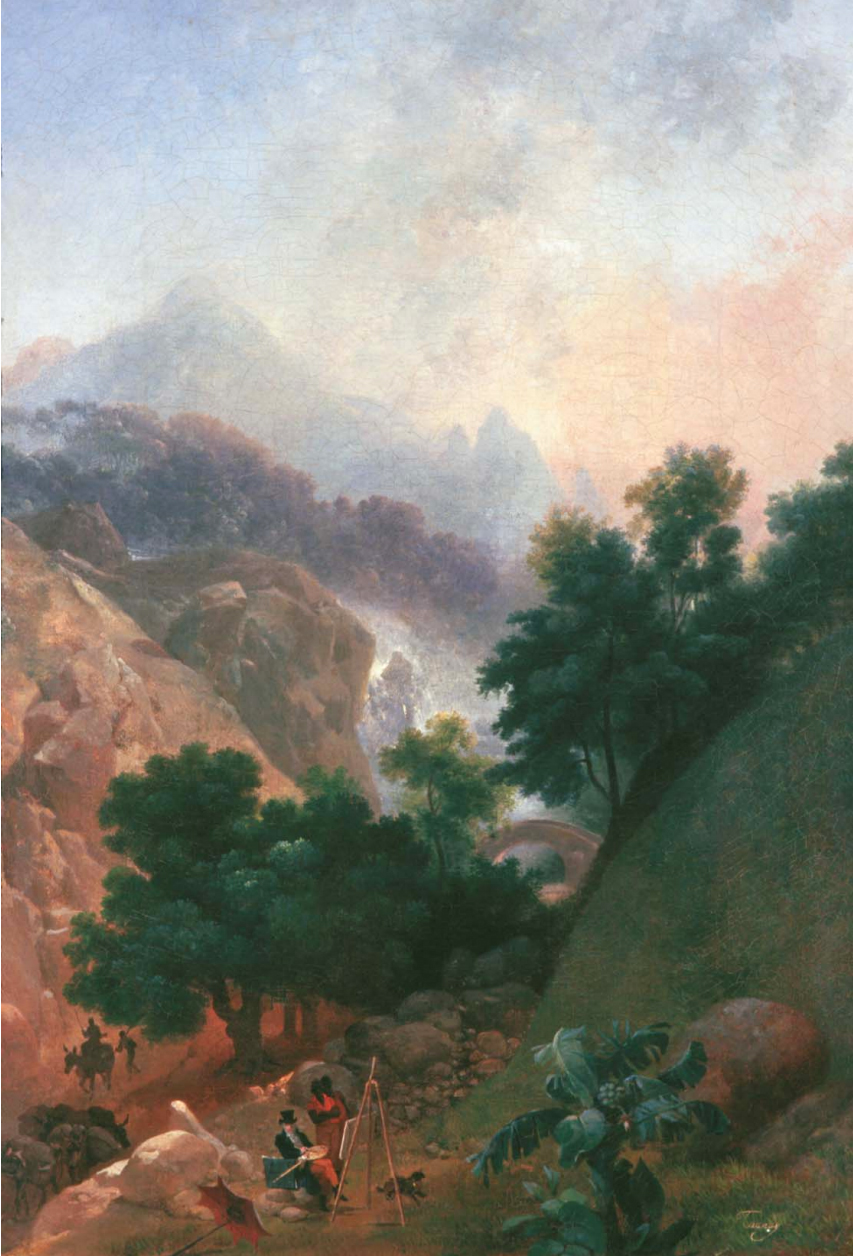
Cascatinha da Tijuca

A breve estadia de Taunay no Brasil não foi improfícua, passando a captar o ambiente local em suas pinturas. Segundo o historiador Afonso d'Escragnolle Taunay, bisneto do pintor, "desde o dia do desembarque, fascinado pela beleza da paisagem fluminense, apaixonado pelo sol glorioso das terras da Guanabara, tratou Nicolas de instalar-se em algum recanto das cercanias da cidade, onde estivesse em íntimo contacto com a natureza estupenda. Não tardou em descobrir delicioso retiro de edênica beleza, a ‘Cascatinha Taunay’, na Tijuca; adquiriu alguns alqueires de floresta em torno da cachoeira e ali edificou pequena mas confortável casa".
Mesmo sem emprego fixo, sustentava-se com a pensão real, e a partir da base da Tijuca Taunay realizou várias telas retratando aspectos da natureza carioca e uma série de cenas urbanas que são valiosos documentos visuais sobre o Rio antigo. Também recebeu várias encomendas para retratos, incluindo de filhas de D. João, e pode ter colaborado na realização ou planejamento das faustosas decorações urbanas montadas sob a direção de Lebreton e Debret por ocasião da aclamação de D. João, da chegada da princesa D. Leopoldina e do casamento de D. Pedro, mas não há documentação que o mencione diretamente, e considerando que não mantinha relações muito amigáveis com os dois outros, pode ter sido deixado inteiramente de lado na programação desses eventos festivos.

### Volta para a França e últimos anos
Após quatro anos, Taunay perdeu suas esperanças. Frustrado com a academia que não chegou a acontecer e com os dissabores com seus colegas, desiludido com o governo que fazia promessas sem as cumprir, impaciente com as dificuldades de obter materiais artísticos de boa qualidade, praticamente isolado, sentindo-se desvalorizado pelos locais, com as finanças declinando diante da rápida subida do custo de vida e sem perceber um futuro para si no Brasil, retornou à França no início de 1821. Dos seus cinco filhos, quatro permaneceriam no Brasil. Taunay levava consigo uma expressiva coleção de obras, e os títulos de cavaleiro da Ordem de Cristo e barão de Taunay, concedidos pelo rei.
Mas voltava à pátria com tantas incertezas quanto a deixara. Enviara algumas telas do Brasil para o Salão de Paris e uma delas, Pregação de são João Batista, lhe valeu a Legião de Honra, mas foram um fracasso em termos de crítica, que rejeitou sua mistura de temas tradicionais com exotismos e considerou que seu talento se arruinara nos trópicos. Além disso, o classicismo que apreciava já perdia terreno velozmente para a nova tendência do romantismo e Taunay teria dificuldade para se integrar nesta nova atmosfera estética. Não obstante, voltou ao trabalho com afinco assim que chegou a Paris e em 1822 já reaparecia no Salão. Voltou a participar das atividades do Instituto de França, a despeito das críticas aos poucos reconquistava alguma clientela, para a qual o seu alegado exotismo parecia atraente, e expôs no Salão novamente em 1824 e 1827. No início de 1830 sua saúde começou a declinar, falecendo em 20 de março, segundo a tradição, com os pincéis em punho. Seu sepultamento foi honrado com discursos de intelectuais e artistas, mas enquanto eles enalteciam seu caráter, ao discorrerem sobre sua obra os elogios eram mais ambíguos, parecendo não saberem exatamente como situá-lo na história das artes francesas.

## Obra

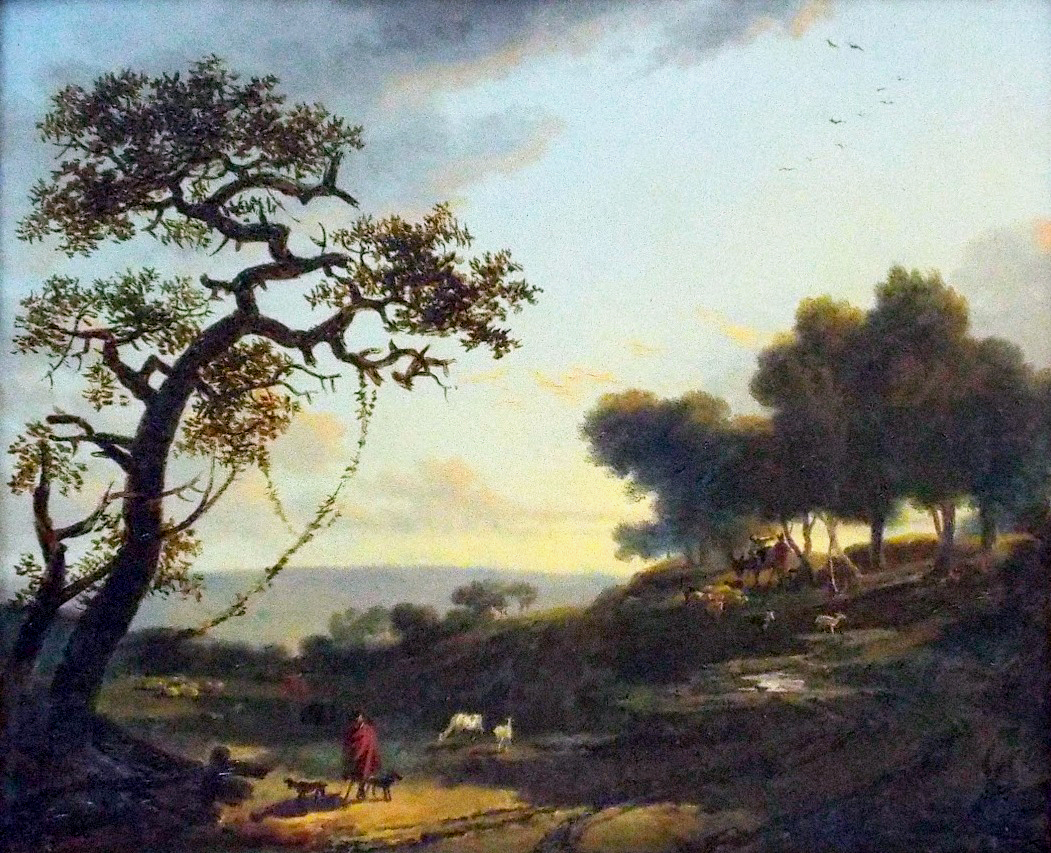
Paisagem com pastores

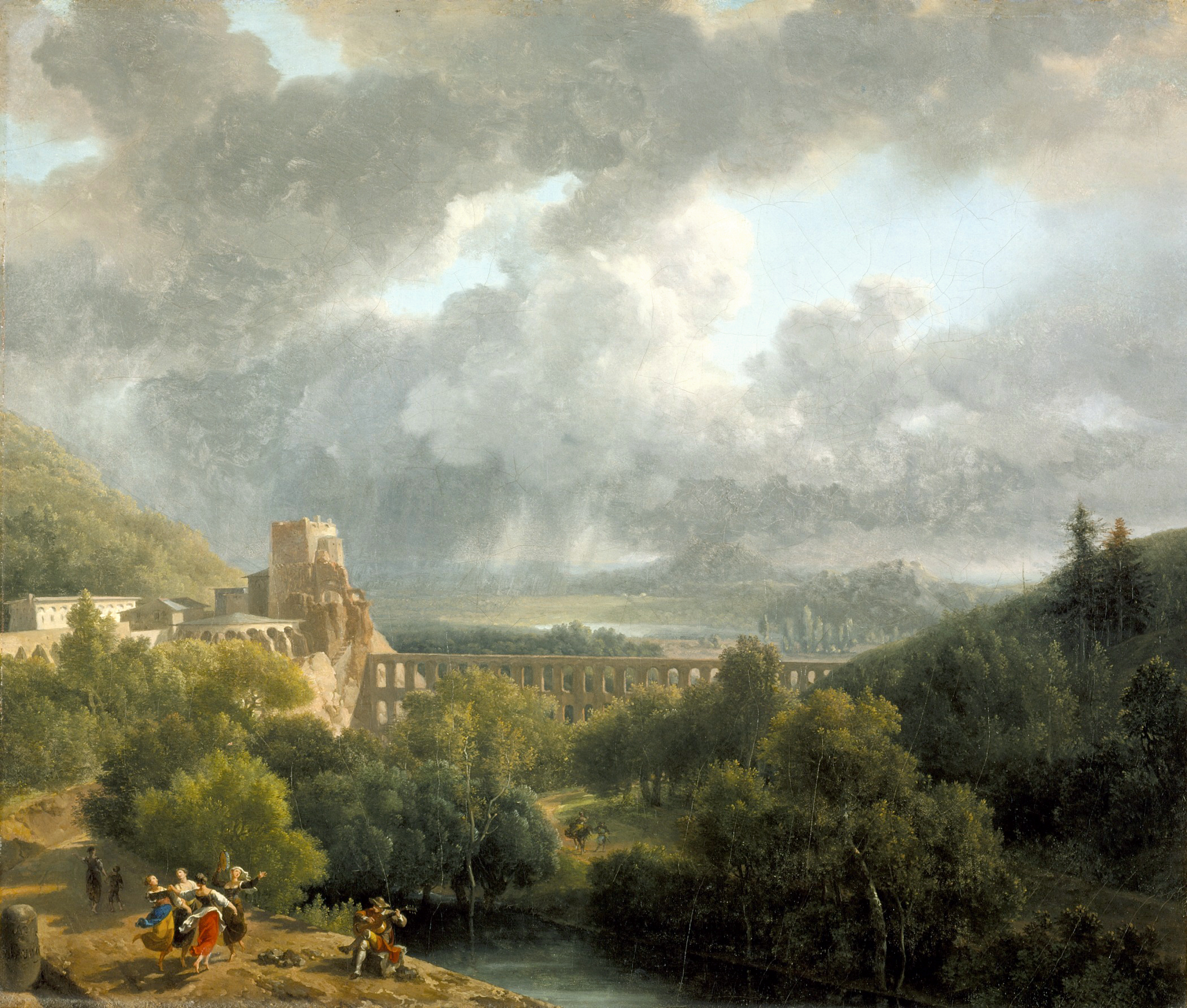
Paisagem com aqueduto

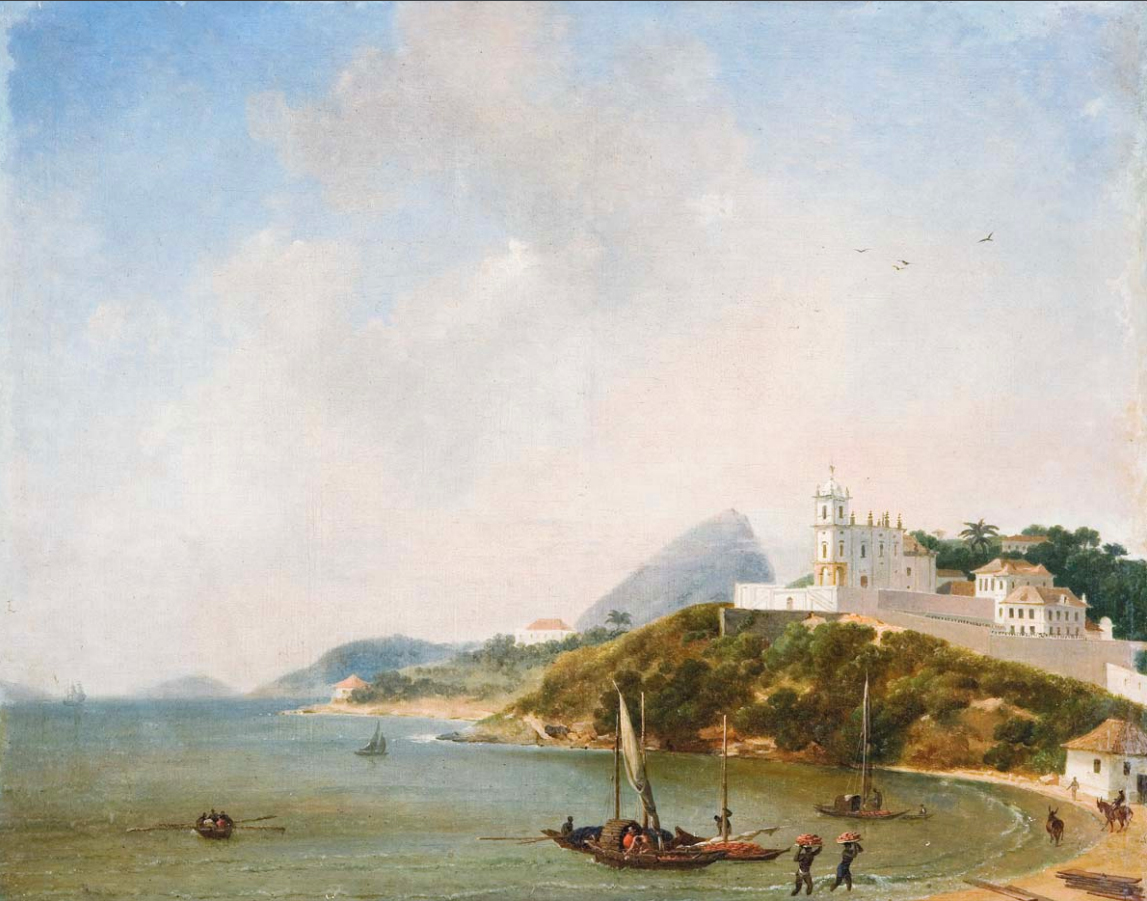
Vista do Outeiro, Praia e Igreja da Glória

Taunay foi apreciado em seu tempo principalmente como paisagista, construindo os cenários com uma técnica primorosa, meticulosidade nos detalhes e uma inspiração classicista. Para ele e outros de sua geração, a paisagem era um elemento a ser domesticado e civilizado pelo homem, que lhe imporia a marca de uma organização racional. Nas suas telas esse desejo de ordem é evidente: as paisagens não imitam o mundo real, mas o interpretam e reconstroem de uma maneira seletiva, idealizada, equilibrada e harmoniosa, onde o espectador, de acordo com os preceitos clássicos articulados pelo Academismo, poderia projetar valores éticos e delas receber elevação moral. Pessoas e animais habitam e se movem nesses cenários, mas são sempre diminutos, secundários, pouco perceptíveis, assim como suas telas geralmente são pequenas, tendo uma decidida vocação de miniaturista. Sua primeira base de inspiração vinha do paisagismo holandês, mas também se encontra em sua obra a influência de franceses como Claude Lorrain, Nicolas Poussin, Joseph Vernet e Pierre-Henri de Valenciennes.
Mesmo depois de conhecer as terras italianas e brasileiras, com uma luz e um ambiente distintos, as inovações que introduziu em sua paleta e em seu modo de organizar os cenários são discretas, nunca perdendo de vista o referencial do bucolismo clássico regrado, nostálgico e idealista, mas foram significativas o bastante para causar o espanto e a confusão em seus conterrâneos, que não conseguiram absorver com facilidade cores e luzes para eles tão vivas, brilhantes e exóticas. No fim da vida parecia se encaminhar timidamente para o Romantismo, e alimentou a esperança de que os aspectos regionalistas e o moderado exotismo e o pitoresco de suas telas brasileiras ou as inspiradas em costumes e cenas populares atraíssem um novo público, e de fato chegou a conhecer um sucesso limitado com essas tentativas, mas nunca pôde ou não quis transpor o umbral e abraçar o personalismo, a paixão, a espontaneidade e a irregularidade românticas.
No âmbito da pintura brasileira ele foi sem dúvida um inovador, praticamente fundando o gênero da paisagem como um domínio autônomo, que só fora cultivado antes dele muito espaçadamente. Mas mais uma vez sua opção pelo classicismo se revela no contraste entre a exuberância dos cenários naturais brasileiros e o recato dos que criava com suas tintas, tendo considerável dificuldade de trazer a natureza ainda livre, desconhecida e virgem para dentro do seu quadro mental e ideológico, ao contrário do cenário europeu que ele conhecia, já familiar e profundamente modificado e organizado pelo homem ao longo de milênios. Neste impasse, a natureza brasileira resultava em seus quadros quase que uma simples adaptação de modelos formais canonizados na longa tradição do paisagismo europeu.
Foi mais fiel à realidade quando retratou as paisagens urbanas, mas também nelas foi seletivo, e o aspecto social da cidade, o ser humano, estão ausentes ou são muito secundários, e mal se percebe no conjunto de suas obras a presença de escravos, que perfaziam a maior parte da população. Não chegou a fazer alunos brasileiros e sua presença passou quase despercebida, mas deixou aberto um caminho e um exemplo para artistas como Augusto Müller e Agostinho José da Motta, além de seu filho Félix, que atuou como professor e diretor quando a fracassada Escola Real se transformou na Academia Imperial de Belas Artes e iniciou seu funcionamento efetivo. Taunay permanece, pois, como uma referência fundamental para que o gênero da paisagem se desenvolvesse e ganhasse ampla aceitação no Brasil da segunda metade do século XIX.
Além disso, sua produção brasileira tem grande valor documental. Segundo Monike Ribeiro, "injustamente, Taunay sempre parece ter sido colocado à sombra de outros artistas da Missão Francesa, como Debret ou Montigny. Contrariamente a este injustificado esquecimento, não é possível deixar de atentar para o fato de que, através das obras de Taunay, é possível rememorarmos vários recantos do Rio de Janeiro de outrora. [...] É através das obras de Taunay que nós nos aproximamos da imagem da cidade fluminense e do seu habitante segundo o olhar de um francês".
Na síntese de Lilia Schwarcz,
"Taunay levou a vida pintando, e deve ter produzido, sem exagero, mais de setecentos quadros. [...] Foi sempre avesso a formar escola, mesmo tendo um ou outro aluno. Também foi disperso na arte que realizou, experimentando diversos gêneros; fez quadros históricos, cenas italianas, cenas pastoris, quadros de gênero, cenas mitológicas, alegóricas, bíblicas. A passagem pelo Brasil marcou sua obra, apesar de não condicioná-la. Nicolas traduziu como pôde as novidades desse local que o desafiava nas suas cores e na luz que apresentava. Sua existência foi, assim, filtrada pelas telas que pintou e que só faziam sentido perto da Academia, que o formou e a qual ele frequentou até o fim da vida. No entanto, até mesmo postumamente, foi lembrado pela paisagem, que de francesa se tornou italiana e depois, de alguma maneira, brasileira. [...] Taunay adicionava e misturava elementos, fiel à ideia de que o pitoresco unificava e que a paisagem era uma espécie de sentimento partilhado, pronto para a elevação".

## Reconhecimento
Antes da sua viagem para o Brasil Taunay obteve um significativo reconhecimento, recebeu prêmios e encomendas importantes, mas depois da temporada brasileira seu prestígio declinou. Mesmo assim ainda manteve um círculo de admiradores. Ao falecer, Quatremère de Quincy, secretário do Instituto de França, disse que ele, " do ponto de vista do paisagista, soube criar um lugar que o colocava em destaque na numerosa corte dos hábeis mestres que esses gêneros cultivavam. [...] A saborosa originalidade das obras [era] oriunda de uma faculdade instintiva do artista muito mais do que do estudo. Em Taunay tudo, até a maneira como encarava a natureza, era original". O pintor Antoine-Jean Gros lembrou dele em termos discretos, mas dignos: "Correu-lhe a vida serena, mas não sem glórias, como as águas dessas fontes que, escondidas, sob modestas frondes, nem por isso deixam de refletir os mais puros raios do astro do dia". Na década de 1850 ainda foi possível para o crítico Charles Blanc dizer que "maravilhados com a beleza da escolha dos seus temas, com a nobreza das suas linhas de arquitetura, com a firmeza do seu toque, os contemporâneos de Taunay apelidaram-no de 'o Poussin dos pequenos quadros', e nós aceitamos tal qualificação", um grande elogio, uma vez que Poussin era um dos maiores ícones do primeiro Classicismo francês.
Porém, depois foi quase totalmente esquecido, e sua recuperação crítica começou só em meados do século XX. Apesar da sua importância na história da pintura brasileira e do paisagismo em particular, Taunay permanece um artista pouco conhecido e pouco estudado. Um marco importante foi lançado em 2003, com a publicação na França de um catálogo de obras completas, Nicolas-Antoine Taunay. 1755-1830, organizado por Claudine Jouve. Em 2008 recebeu no Brasil um grande destaque nas comemorações dos 200 anos da chegada da família real portuguesa ao Brasil, sendo organizada uma grande exposição apresentada no Museu Nacional de Belas Artes do Rio e depois levada para a Pinacoteca do Estado de São Paulo, coincidindo com a publicação de um catálogo raisonné de sua produção brasileira, Taunay e o Brasil: Obra Completa (1816-1821), de autoria de Pedro Corrêa do Lago, e a publicação do mais extenso e detalhado estudo sobre sua vida e obra, O Sol do Brasil: Nicolas-Antoine Taunay e as desventuras dos artistas franceses na corte de D. João, escrito por Lília Moritz Schwarcz. Segundo Pedro Xexéo, Taunay "cresce de importância à medida que o tempo passa".

## Galeria

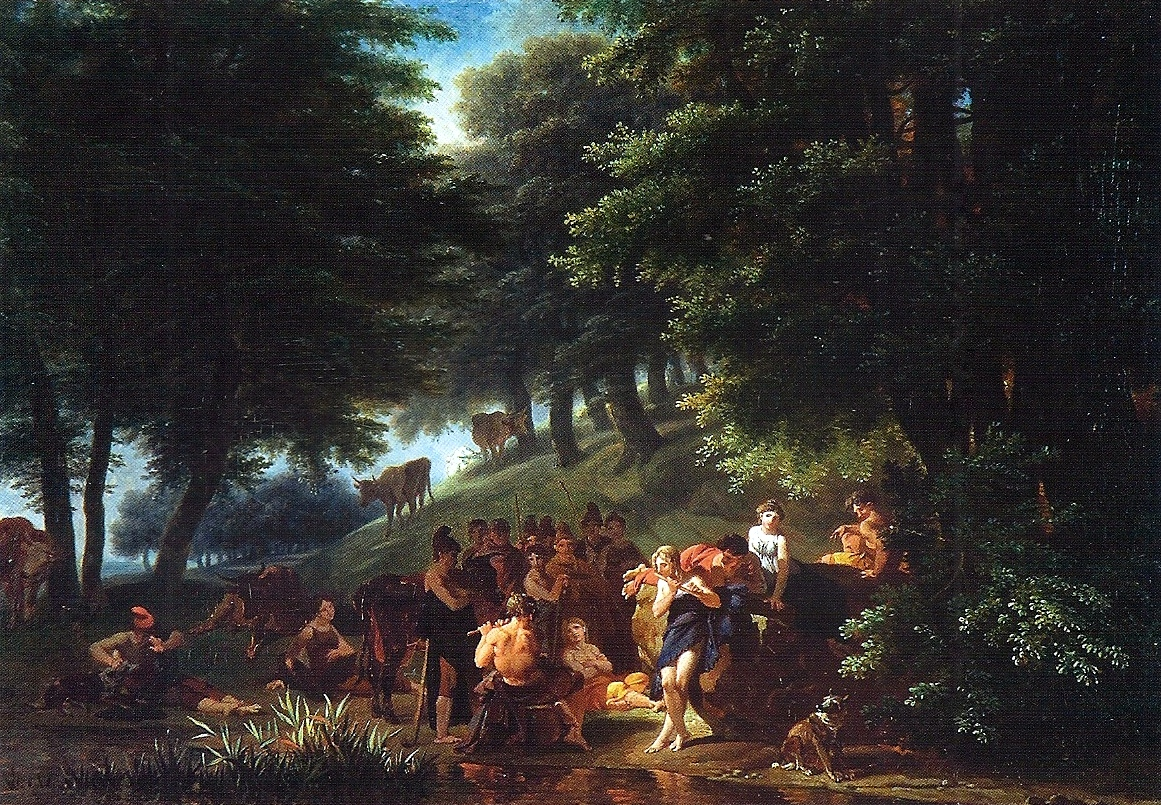
Apolo visitando Admeto
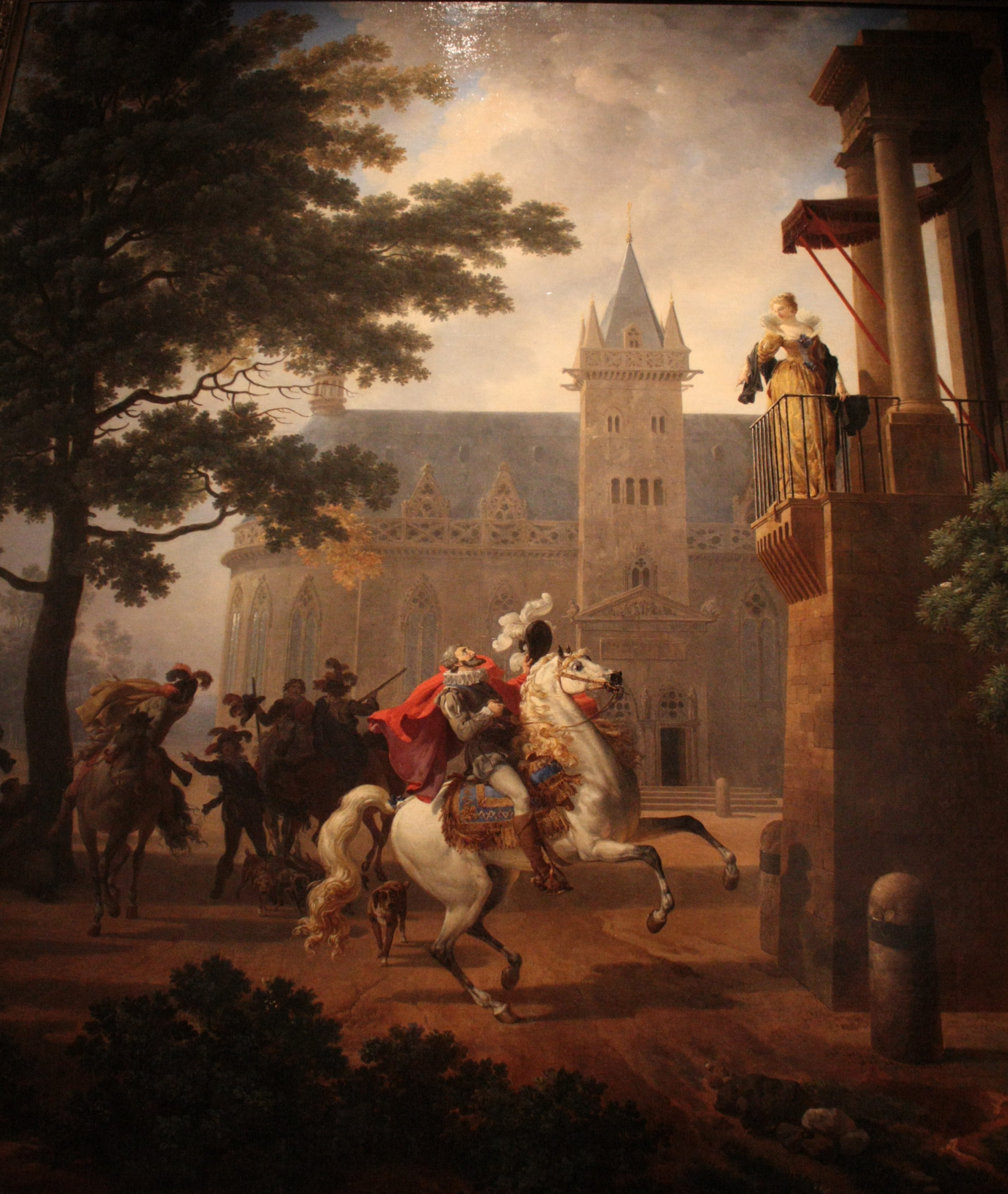
Henrique IV a cavalo diante de uma dama em seu balcão.
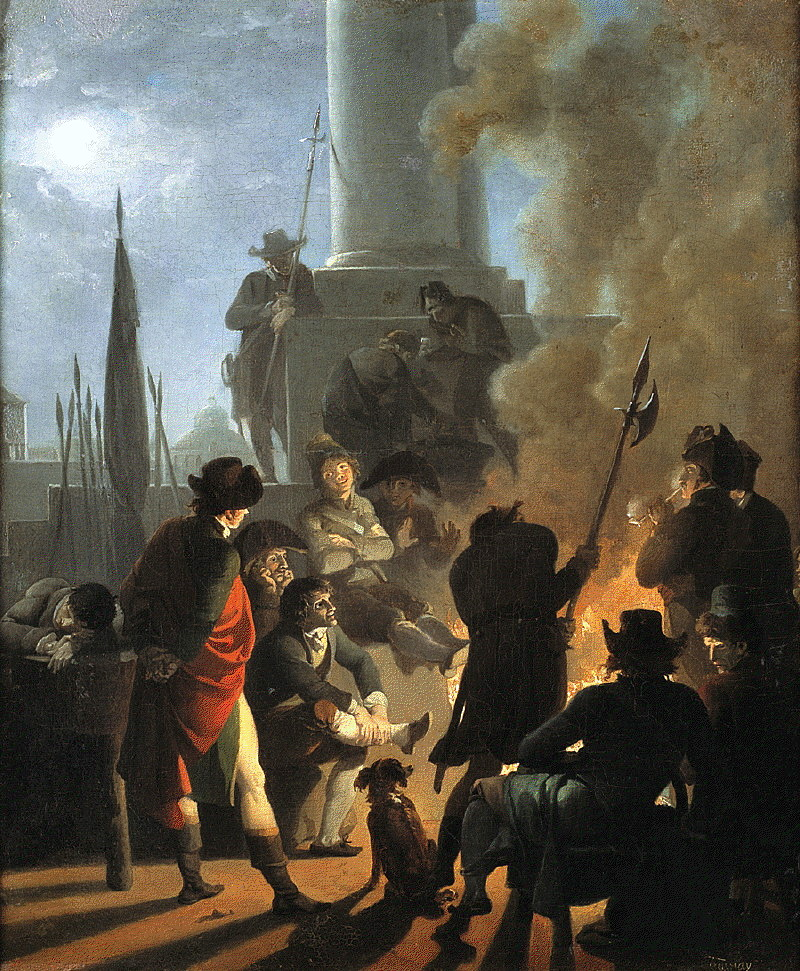
Bivaque dos sans-culottes
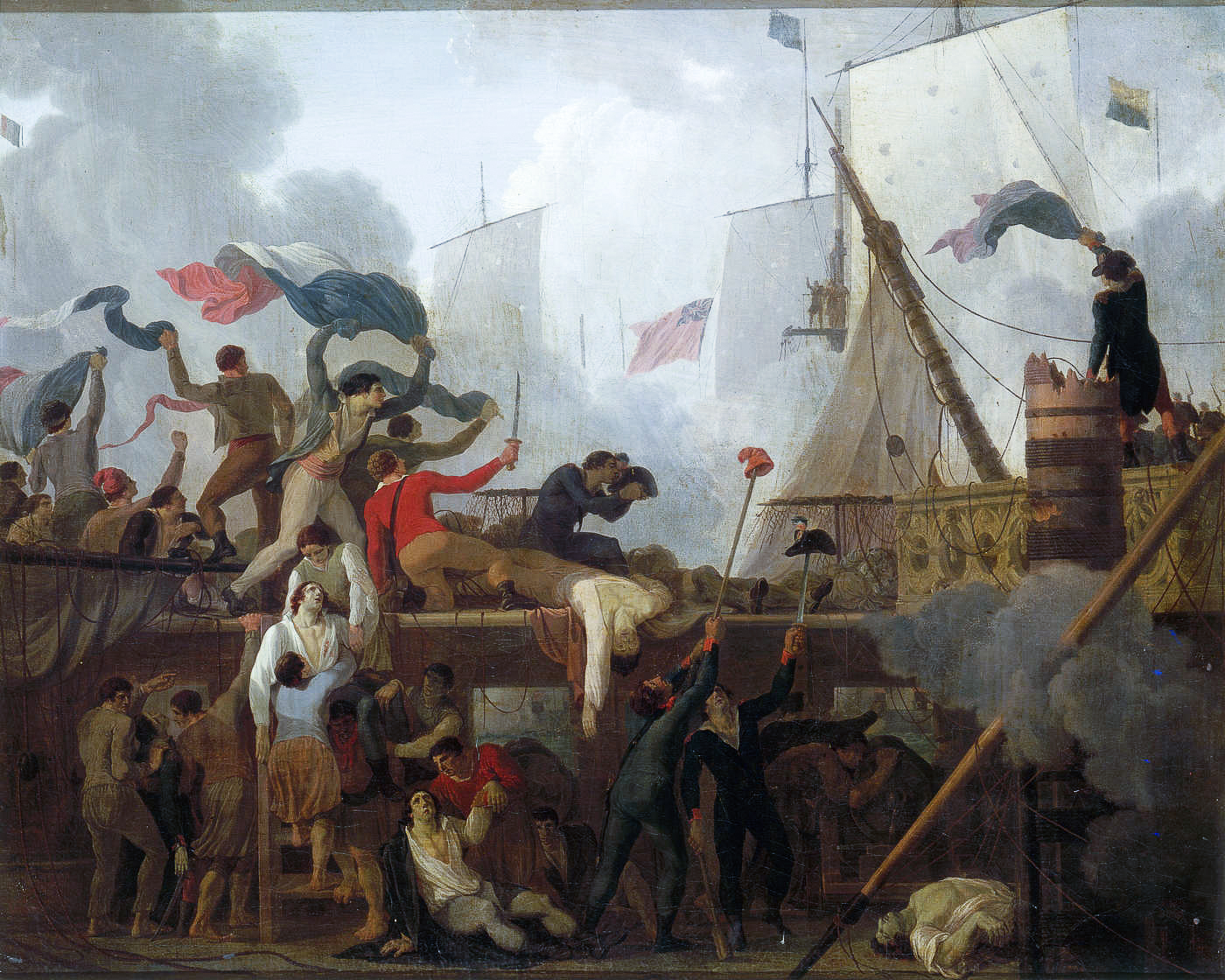
O heroísmo dos marinheiros da nau Le Vengeur comandados pelo capitão Renaudin

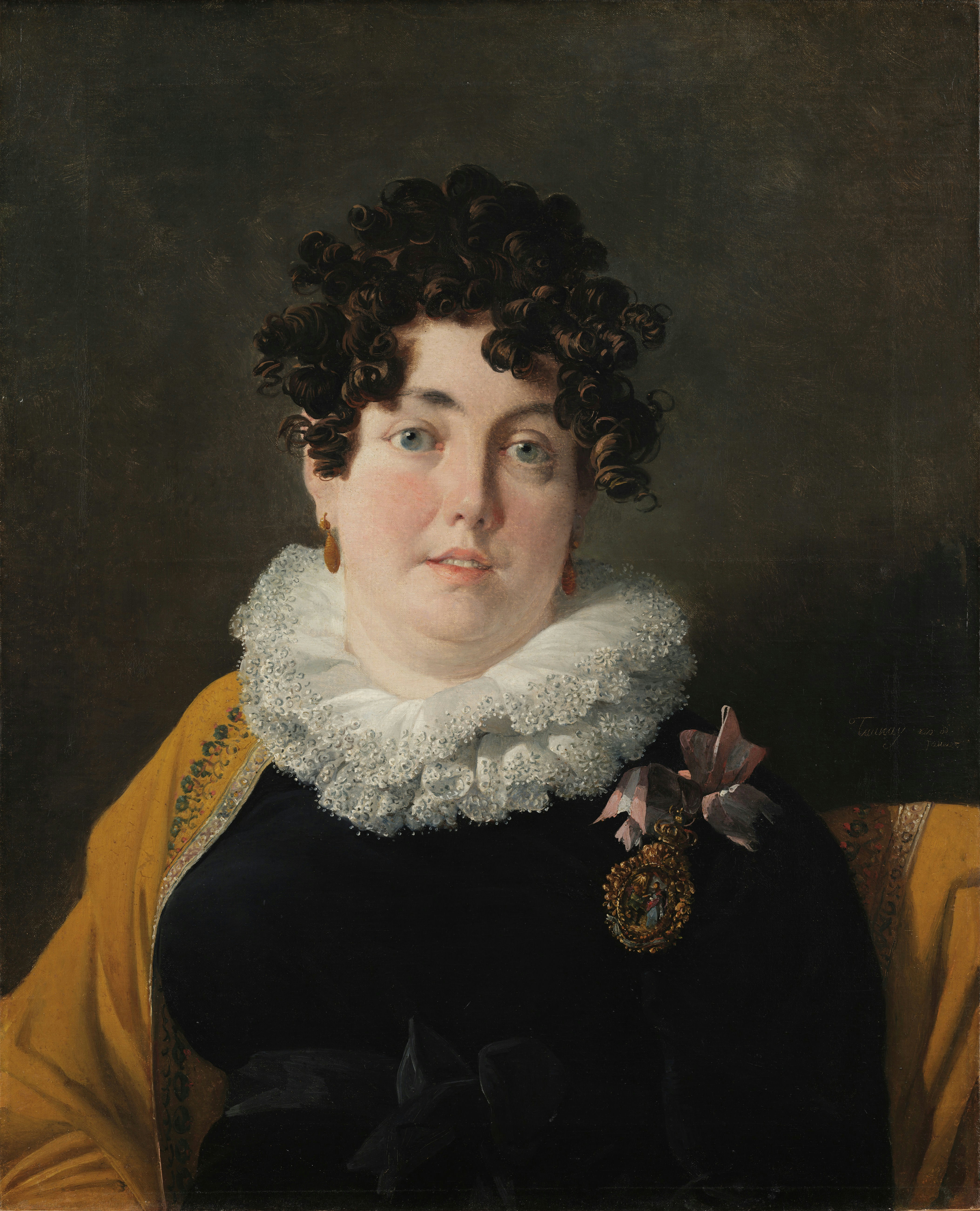
Retrato da Marquesa de Belas (1816)
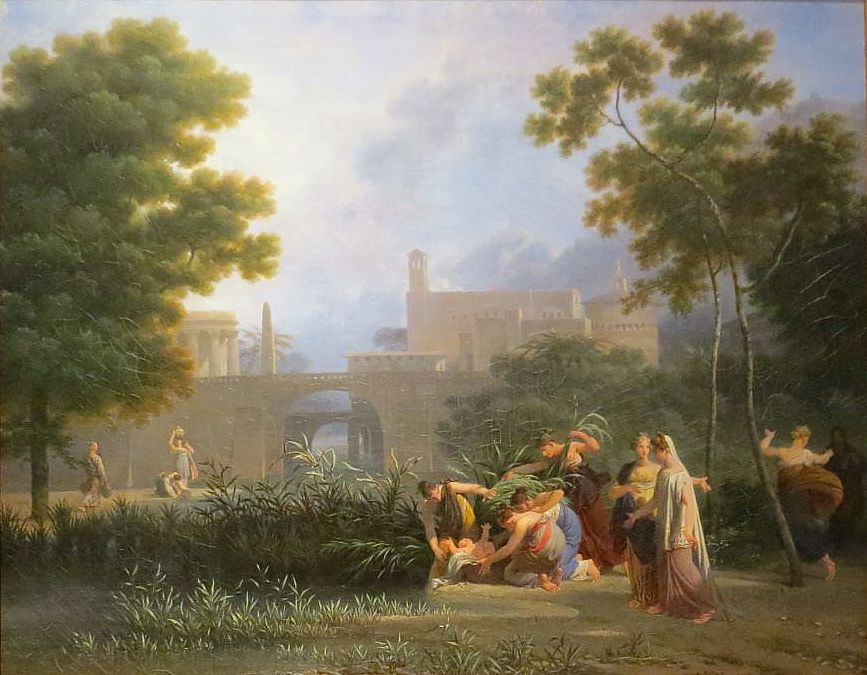
Moisés Salvo das Águas (1827)
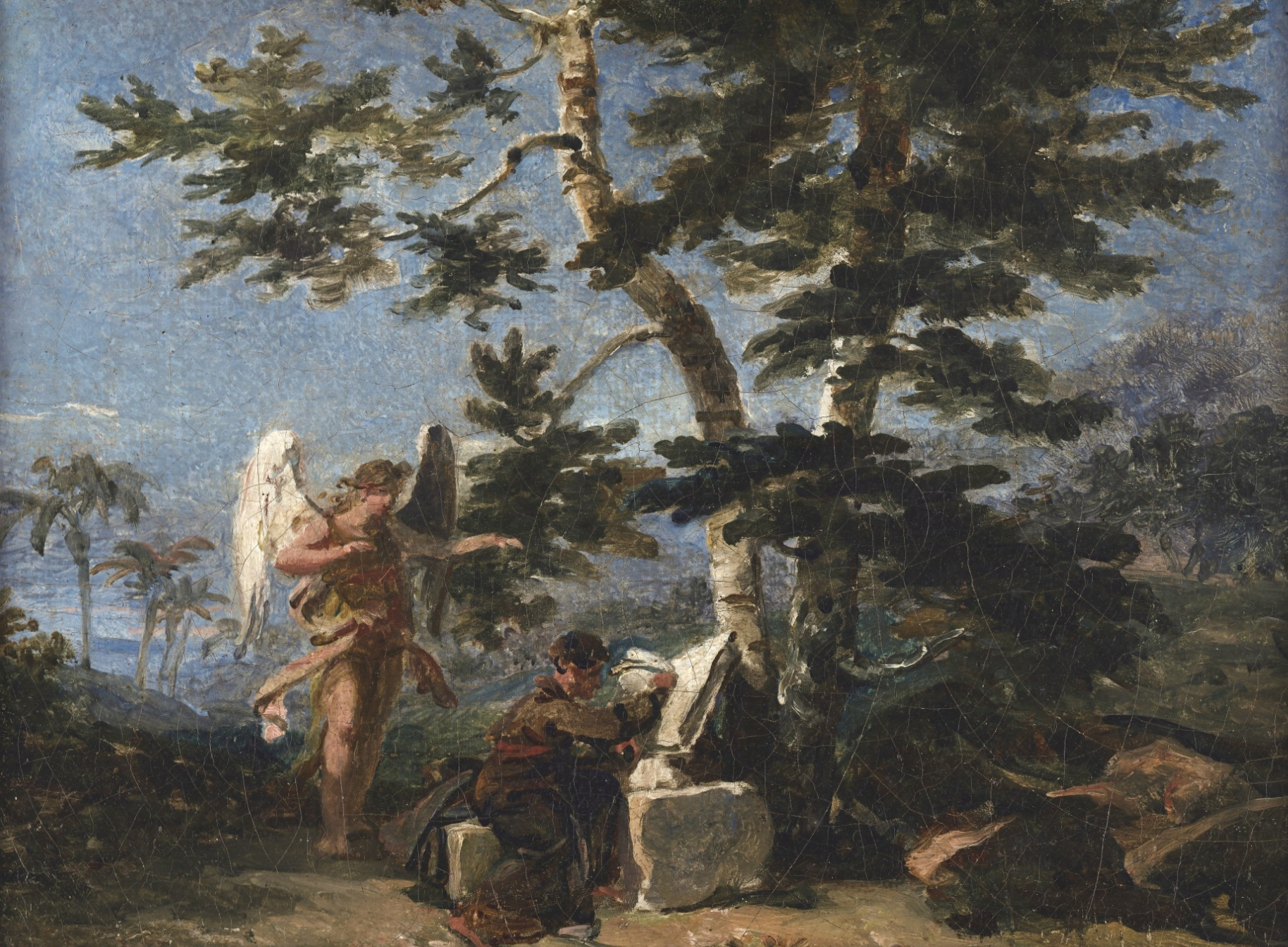
São Mateus Evangelista
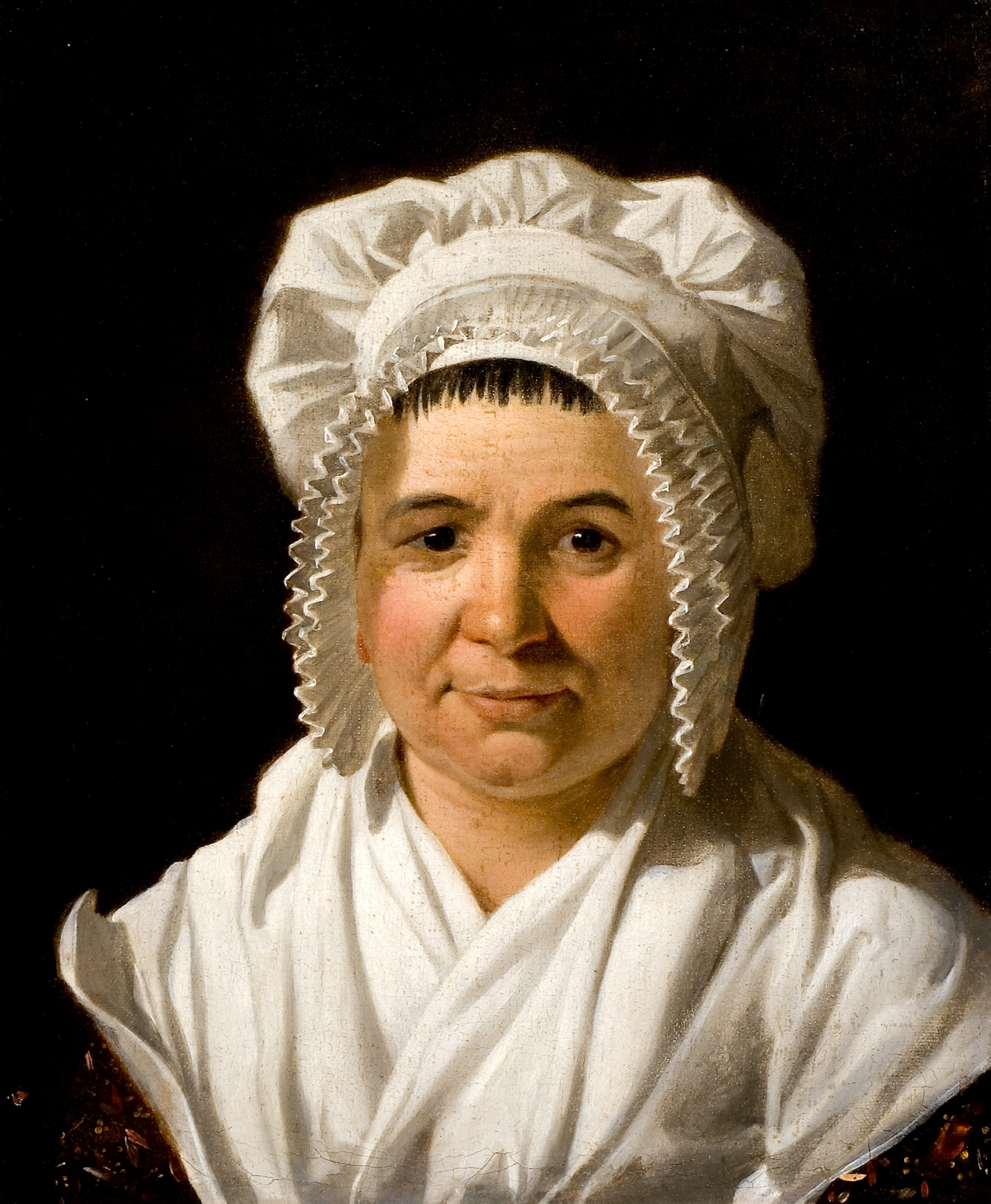
Retrato da criada Jeanneton